# Fortuna (telenovela)
Fortuna es una telenovela mexicana, producida por Argos Comunicación y Sony Pictures Television para cadenatres, original de Epigmenio Ibarra. Es protagonizada por Marco Treviño, Anna Ciocchetti y Claudia Ramírez, coprotagonizada por Andrés Palacios, Estela Calderón, Lisette Morelos, Manuel Balbi, Alejandro de la Madrid y Mimi Morales. La producción corre a cargo de Carlos Resendi y Ana Celia Urquidi.
Se estrenó el 22 de abril de 2013 a las 21:00 sustituyendo a Dulce amargo, que fue cambiada de horario para las 20:00 en sus últimos capítulos.

## Argumento
Adolfo "El Zar" Altamirano posee el imperio de casinos Fortuna en todo el país.  Tiene una esposa, Minerva y dos hijos, Alicia quien es una especie de amazona y/o fanática de los caballos de pura sangre y Roberto, quien es frívolo y sin compromisos. A ellos se une también Jerónimo Durán, un muchacho que es la mano derecha de los Altamirano.  Él vive en su casa y está enamorado de Alicia, aunque esto Adolfo no lo sabe.
El Zar también tiene otra familia en un rancho en Hidalgo, conformada por Mercedes quien es el verdadero amor de Adolfo, Gabriel quien es justo y filántropo y Carolina, quien no es hija sino del esposo muerto de Mercedes, pero a quien quiere como tal.
Adolfo se mueve en el México corrupto del siglo XXI y lucha por una concesión de casinos en Nayarit junto con sus socios, cuando Hipólito, su colaborador más cercano, cómplice y el único que sabe de la existencia de ambas familias,  en conjunto con un ser desconocido lo traiciona y urde un plan para acabarlo.
Así comienza esta historia, con el estallido de una bomba que desatará las más bajas pasiones por poder, dinero, amor y sobre todo por Fortuna.

## Elenco
- Marco Treviño - Adolfo Altamirano 'El Zar'
- Anna Ciocchetti - Minerva Constant de Altamirano
- Claudia Ramírez - Mercedes Ledesma
- Lisette Morelos - Alicia Altamirano Constant
- Alexandra de la Mora - Luciana Annelle Tuñón Ilianov
- Andrés Palacios - Gabriel Altamirano Ledesma
- Alejandro de la Madrid - Roberto Altamirano Constant
- Iliana Fox - Florencia Elizalde
- Manuel Balbi - Jerónimo Durán
- Ari Brickman - Sergei Ilianov
- Carlos Torres Torrija - César Durán
- Mimi Morales - Carolina Gil Ledesma
- Néstor Rodulfo - Ernesto Villaurrutia
- Estela Calderón - Elizabeth 'Liz' Méndez
- Marco Zetina - Leonel Canseco
- José María Seoane - Sandro Motta 'El Argentino'
- Irineo Álvarez - Víctor Arteaga
- Odin Ayala - Sicario
- Omar Ayala - Swat
- Víctor Báez - Lic. Jaime Benítez
- Fernando Banda - Gildardo Escalante 'El Midas'
- Mario Beller - Dr. Omar Velázquez
- Emilio Caballero - Jerónimo Durán (joven)
- Héctor Calderón - Eulalio
- Rocío Canseco - Marcia López de Castro
- César Cantelláno - César Durán (joven)
- Itatí Cantoral - Paloma Alarcón / Lorena Altamirano
- Adriana Cardeña - Madre Cecilia
- Emilio Carrillo - Roberto Altamirano (joven)
- Ángel Cerlo - Diputado Armando de la Oz
- Maruza Cinta - Matilde Crespo
- Carlos Corona - Senador Enrique Paniagua
- Constantino Costas - Darío Casasola
- Martín Cuburu - Ministro Manolo Solares
- Ana De los Riscos - Rocío
- Mario Diaz Mercado - Diputado Félix Canales
- Perla Encinas - Eva
- Jaime Estrada - Ruperto
- Citlali Galindo - Violetta de Casasola
- Miguel Ángel Galván - Secuestrador
- René García - Silvestre Ramos
- Ricardo Gaya - Enrique Alarcón
- Claudio Guevara - Dionisio Prado Ruiz
- Marcelo Hernández - Parca
- Alexander Holtmann - Luka Gomorov
- César Izaguirre - Leopoldo 'Polo' Mendoza
- Walter Kapelas - Galder Echavarría 'Goyco'
- Jorge Lan - Patricio Gallardo 'El Cisne'